# طنز جنسی
طنز جنسی نوعی کمدی سبک است که بر جفت شدن‌ها و ترکیب‌های جنسی شخصیت‌ها در حین عبور از داستان‌های نامحتمل تمرکز دارد. 
نمایشنامه‌های ژرژ فیدو که در دهه ۱۸۹۰ در پاریس اجرا شدند، از پیشگامان این سبک محسوب می‌شوند. آرتور شنیتسلر ، نمایشنامه‌نویس وینی ، در نمایش چرخ فلک خود، نمایش کمدی اتاق خواب را به بالاترین سطح دراماتیک خود رساند که در ده صحنه اتاق خواب، بالاترین و پایین‌ترین نقطه وین را به هم متصل می‌کند.